# Dialogues avec Max Jacob

Dialogues avec Max Jacob est un essai du poète et romancier Louis Émié, paru pour la première fois en 1954 aux éditions Corrêa/Buchet-Chastel.

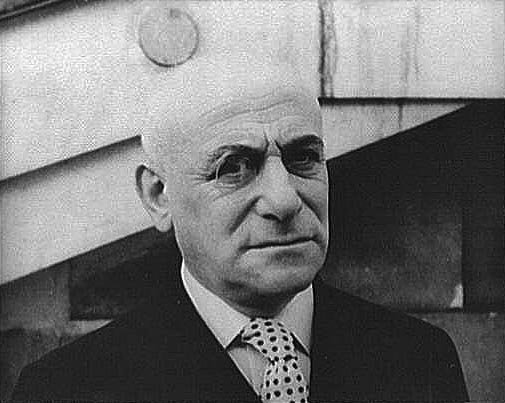
Max Jacob en 1934

S'il n'a rencontré que deux fois le poète Max Jacob, Émié a entretenu avec celui-ci une amitié durable, entretenue par des conversations, de grands rapprochements du cœur et de l'esprit, et une correspondance qui s'étend sur près d'un quart de siècle, de 1924 à 1941. Abondamment citée dans cet ouvrage, elle projette un éclairage inédit sur l'art et la personnalité des deux hommes. L'ouvrage comporte également plusieurs œuvres inédites de Max Jacob, dont des dessins et des poèmes.
Cet essai est aussi un tableau de la vie culturelle de l'entre-deux-guerres que dresse Louis Émié, livrant des aperçus singuliers sur les répercussions provinciales de l'effervescence parisienne et les réseaux d'amitié littéraire auxquels appartenaient les deux protagonistes. En 1979, René Plantier considère cependant comme « encombrantes » les références qu'Émié fait à ses propres œuvres.
Les éditions Le Festin, à Bordeaux, ont réédité ce texte en 1994, augmenté d'une postface de Christine Van Rogger Andreucci.